# 乌尔斯贝利勒
乌尔斯贝利勒（法語：Oursbelille，亦作，法語發音：[uʁsbelil]）是法国上比利牛斯省的一个市镇，位于该省西部偏北，属于塔布区。

## 地理
乌尔斯贝利勒（43°17'13"N, 0°2'15"E）面积11.33 平方千米，位于法国奧克西塔尼大區上比利牛斯省，该省份为法国西南部内陆省份，北至热尔省，西接大西洋比利牛斯省，南与西班牙接壤，东临上加龙省。
与乌尔斯贝利勒接壤的市镇（或旧市镇、城区）包括：拉加尔德、昂德雷斯特、巴泽、埃谢兹河畔博代尔、加扬、奥鲁瓦、潘塔克。
乌尔斯贝利勒的时区为UTC+01:00、UTC+02:00（夏令时）。

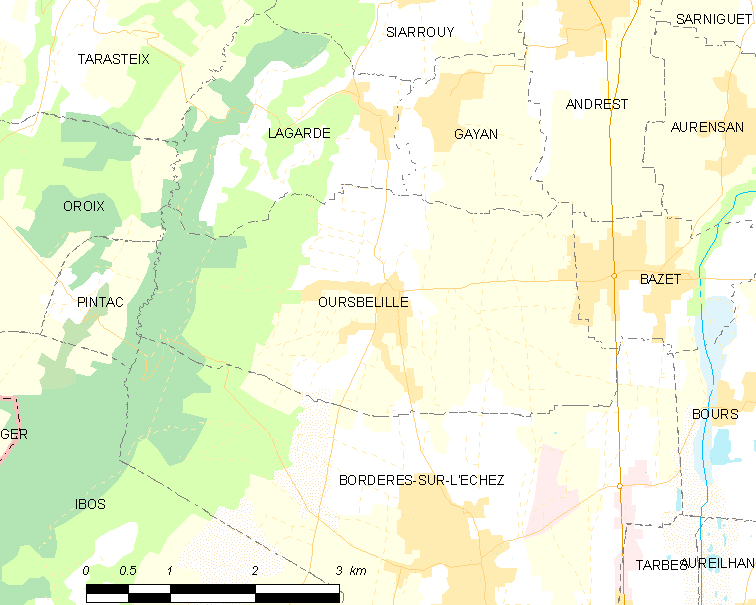
乌尔斯贝利勒的OSM定位图

## 行政
乌尔斯贝利勒的邮政编码为65490，INSEE市镇编码为65350。

## 政治
乌尔斯贝利勒所属的省级选区为埃谢兹河畔博代尔县。

## 人口

1962-2008年间乌尔斯贝利勒人口变化图示

乌尔斯贝利勒于2022年1月1日时的人口数量为1215人。